# Maurice Colasson
Maurice Colasson est un chef décorateur français né le 7 mai 1911 à Paris et mort le 31 octobre 1992 à Puget-Ville.

## Parcours
Diplômé des Beaux-Arts de Paris, Maurice Colasson a commencé sa carrière au cinéma comme assistant de Georges Wakhévitch.
Il était également décorateur de théâtre.

## Filmographie
- 1937 : Les Chevaliers de la cloche (court métrage)
- 1937 : Prison sans barreaux
- 1938 : La Maison du Maltais
- 1938 : Conflit
- 1939 : Pièges
- 1939 : Le Dernier Tournant
- 1940 : Sérénade
- 1945 : Madame et son flirt
- 1946 : Nous ne sommes pas mariés
- 1946 : Parade du rire
- 1947 : Eugénie Grandet
- 1947 : Coïncidences
- 1948 : Dédée d'Anvers
- 1949 : Une si jolie petite plage
- 1949 : Un homme marche dans la ville
- 1950 : Un chant d'amour
- 1950 : L'Homme qui revient de loin
- 1951 : La Rose rouge
- 1951 : Les Amants de bras-mort
- 1951 : Une fille à croquer
- 1951 : La Maison Bonnadieu
- 1952 : La Putain respectueuse
- 1952 : La Maison dans la dune
- 1953 : Le Père de Mademoiselle
- 1954 : La Reine Margot
- 1954 : Huis clos
- 1955 : Interdit de séjour
- 1955 : Ça va barder
- 1955 : La Lumière d'en face
- 1955 : Je suis un sentimental
- 1957 : Les Suspects
- 1958 : Le Septième Ciel
- 1958 : Les Copains du dimanche
- 1958 : Un drôle de dimanche
- 1959 : Le Secret du chevalier d'Éon
- 1960 : Le Dialogue des carmélites
- 1960 : Au cœur de la ville
- 1961 : Une aussi longue absence
- 1961 : La Fayette
- 1962 : Pourquoi Paris ?
- 1962 : Le Bateau d'Émile
- 1963 : Mathias Sandorf de Georges Lampin
- 1963 : D'où viens-tu Johnny ?
- 1963 : Blague dans le coin
- 1965 : Train d'enfer
- 1966 : Opération Opium (The Poppy Is Also a Flower)
- 1967 : Un homme de trop
- 1967 : La Musica
- 1968 : Mayerling
- 1972 : Beau Masque